# Gabi Kimpfel
Gabi Kimpfel (* 1953) ist eine deutsche Schauspielerin und Moderatorin.
Kimpfel ist seit 1995 mit dem Kaufmann Hans-Jürgen Otten verheiratet und trägt seither den Namen Gabi Otten. Von 1979 bis 1987 war sie die Assistentin von Hans-Joachim Kulenkampff in der ARD-Samstagabendshow Einer wird gewinnen. Zu Beginn der 1990er Jahre moderierte sie die RTL-TV-Sendung Ein Platz für Tiere.